# Cratere Abisme
Abisme è un cratere sulla superficie di Giapeto.